# QuickTime
QuickTime es un framework multimedia estándar desarrollado por Apple que consiste en un conjunto de bibliotecas y un reproductor multimedia (QuickTime Player). En su versión 7 es compatible con el estándar MPEG-4. Existe una versión Pro que añade diversas funcionalidades como la edición de vídeo y codificación a variados formatos como AVI, MOV, MP4. Con la versión Pro, también es posible grabar audio con un micrófono conectado al ordenador. En los Mac, aparte de grabar audio, es posible grabar vídeo. (esto puede ser posible con cámaras como la iSight)
QuickTime no es solo un reproductor, sino un sistema multimedia completo capaz de reproducir, y en casos transmitir, contenidos de alta calidad en Internet y otros dispositivos. Apple anunció la salida de un nuevo códec que implementa la norma H.264, conocida también como AVC (Advanced Video Coding) o Codificación de Vídeo Avanzada que permite contenidos muy nítidos superiores al estándar de DVD, DivX y otros formatos de alta calidad.
A fecha de 2009 se encuentra disponible para los sistemas operativos Windows y Mac OS X. Los sistemas GNU/Linux pueden usar QuickTime mediante programas como MPlayer. También existe una versión libre llamada QuickTime Alternative y iTunes.

## Historia
La primera versión de QuickTime fue lanzada el 2 de diciembre de 1991 como un complemento multimedia para el System Software 6. El desarrollador jefe de Quicktime, Bruce Leak, llevó a cabo la primera demostración pública en mayo de 1991 Worldwide Developers Conference. Microsoft reaccionó con Video for Windows que fue publicada en noviembre de 1992.
| Macintosh                         | Macintosh                    |
| OS                                | Última versión               |
| --------------------------------- | ---------------------------- |
| System 6.0.0-System 6.0.6         | 1.x or 2.x? [cita requerida] |
| System 6.0.7-System 7.0.1         | 2.5                          |
| (68K) System 7.1-8.1              | 4.0.3                        |
| (PPC) System 7.1.2-[System 7.5.3] | 4.0.3                        |
| (PPC) System 7.5.5-8.5.1          | 5.0.5                        |
| Mac OS 8.6-9.2.2                  | 6.0.3                        |
| Mac OS 10.0.4                     | 5.0 (bundled)                |
| Mac OS 10.1.5                     | 6.3.1                        |
| Mac OS 10.2.8                     | 6.5.3                        |
| Mac OS 10.3.9                     | 7.4 (current)                |
| Mac OS 10.4.11                    | 7.4 (current)                |
| Mac OS 10.5.1                     | 7.4 (current)                |
| Mac OS X v10.6                    | Quick Time X (10)            |

| Windows                         | Windows         |
| OS                              | Última versión  |
| ------------------------------- | --------------- |
| Windows 3.1x/Windows NT 3.1-3.5 | 2.1.2           |
| Windows NT 3.51                 | 2.1.2           |
| Windows 95                      | 5.0.5           |
| Windows NT 4.0                  | 6.1             |
| Windows 98/ME                   | 6.5.2           |
| Windows 2000                    | 7.1.6           |
| Windows XP/2003/Vista           | 7.6.6           |
| Windows XP/Vista/7/8            | 7.7.5 (current) |

## Formatos soportados
- Audio
  - Apple Lossless 1, 2, 3 y 4
  - Audio Interchange (AIFF)
  - Audio CD (CDA)
  - Interfaz de instrumentos musicales MIDI
  - MPEG-1 Layer 3 Audio (.mp3)
  - MPEG-4 AAC Audio (.m4a, .m4b, .m4p)
  - QDesign Music
  - Qualcomm PureVoice (QCELP)
  - Sun AU Audio
  - ULAW/ALAW Audio
  - (WAV)
  - (Advanced Audio Coding) ^AAC

- Video
  - 3GPP & 3GPP2
  - Video AVI (requiere codec DivX para Windows)
  - DV video (DV NTSC/PAL and DVC Pro NTSC/PAL codecs)
  - Flash y FlashPix (animaciones web)
  - GIF animados
  - H.261, H.263, y H.264 codecs
  - MPEG-1, MPEG-2 y MPEG-4
  - Quartz Composer Composition (solo Mac OS X)
  - QuickTime Movie (.mov, .qt)
  - Video Mac: Apple Video, Cinepak, Component Video, Graphics y Planar RGB

- Imagen
  - Formatos JPEG
  - Formatos GIF
  - Formato PNG
  - Formatos BMP (mapa de bits de Windows)
  - Formato PICT (imagen de Apple)
  - Formato PSD (Adobe Photoshop)
  - Formatos TIFF
  - Formato WebP